# Zweigelt

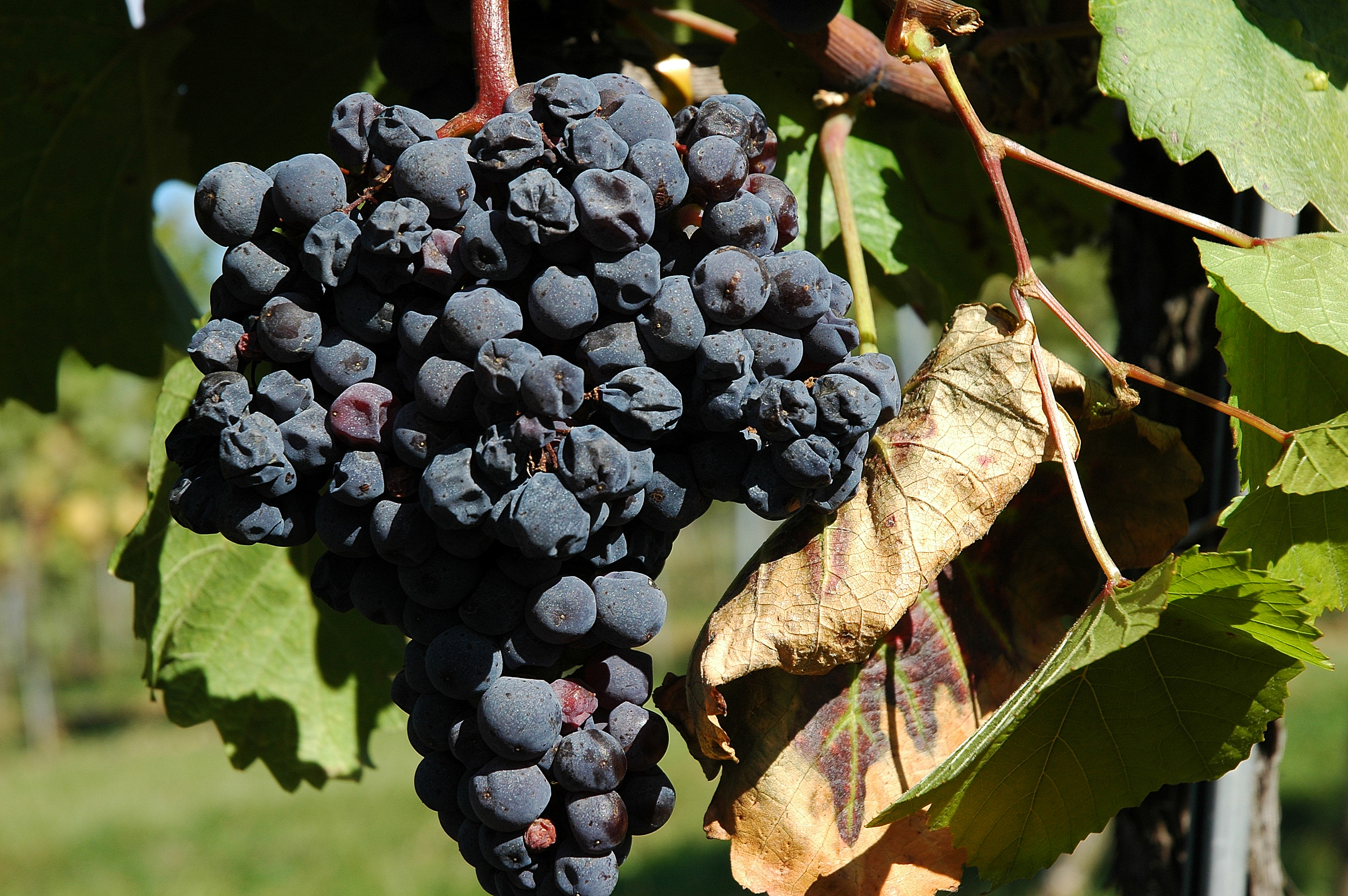
Racimo de zweigelt.

La zweigelt es una uva tinta desarrollada en 1922 en el Instituto Federal de Viticultura y Pomología de Klosterneuburg, Austria, por Fritz Zweigelt. Para crearla se cruzó la St. Laurent con la blaufränkisch. En la actualidad es la uva tinta más plantada de Austria, aunque también tiene alguna presencia en Canadá. En 2008 las plantaciones austríacas de esta vid eran de 6512 ha. Se ha expandido en los años 2000 a medida que aumentaba la moda del vino en Austria.

## Regiones
Fue plantada ampliamente en Austria. La zweigelt también se introdujo en la región vitícola canadiense de Ontario, en la península del Niágara, y en la Columbia Británica. También hay unas pocas plantaciones en Hungría. En la República Checa se la conoce como zweigeltrebe y es la tercera uva tinta más plantada del país, abarcando aproximadamente un 4,7% de los viñedos del país. Crece en muchas regiones vinícolas de Eslovaquia. En 2010 se introdujo en algunos viñedos de Bélgica y Polonia. En 2014 el estado de Washington, Estados Unidos, realizó pequeñas plantaciones (apenas unos pocos acres) de zweigelt en viñedos de las bodegas Wilridge Winery y Perennial Vintners.

## Sinónimos
La zweigelt también es conocida como rotburger (no debe confundirse con rotberger), zweigeltrebe y blauer zweigelt.